# Colastes braconius
Colastes braconius är en stekelart som beskrevs av Alexander Henry Haliday 1833. Colastes braconius ingår i släktet Colastes och familjen bracksteklar. Arten är reproducerande i Sverige. Inga underarter finns listade i Catalogue of Life.